# Leucania rufatypica
Leucania rufatypica là một loài bướm đêm trong họ Noctuidae.